# Indiopsocus coquilletti
Indiopsocus coquilletti är en insektsart som först beskrevs av Banks 1920.  Indiopsocus coquilletti ingår i släktet Indiopsocus och familjen storstövsländor. Inga underarter finns listade i Catalogue of Life.